# Cyclone Gorky
Le cyclone Gorky, dont le nom officiel est cyclone 02B de 1991 et qui est parfois nommé Marian, est un des plus meurtriers cyclones tropicaux de l'histoire. La nuit du 29 avril 1991, il frappa la région de Chittagong, dans le sud-est du Bangladesh, avec des vents d'environ 250 km/h et une onde de tempête de six mètres qui inonda loin à l'intérieur des terres. Il tua plus de 138 000 personnes et fit jusqu'à 10 millions de réfugiés.

## Évolution météorologique
Une zone nuageuse persistante dans le golfe du Bengale, dans un creux de la mousson indienne, se développa en une dépression tropicale le 22 avril. Elle se développa rapidement en une tempête tropicale, nommée 02B par le Joint Typhoon Warning Center et le service météorologique indien le 24 avril. Son diamètre était alors tel que ses vents forts et ses nuages recouvraient presque tout le golfe,.
La tempête se dirigea lentement vers le nord tout en s'intensifiant et atteignit le seuil de cyclone tropical le 27 avril. Ce dernier passa entre deux anticyclones, l'un au nord-ouest et l'autre à l'est, dans une circulation atmosphérique d'ouest aux niveaux moyens, ce qui fit courber sa trajectoire vers le nord-est. Ce flux l'aida à augmenter son flux sortant d'air à haute altitude et, grâce à une température de surface de la mer très chaude, il devint un cyclone majeur le 28 avril,.
Les 28 et 29 avril, le cyclone tropical tourna vers le nord-nord-est et augmenta sa vitesse de déplacement tout en atteignant la catégorie 5 avec des vents de 260 km/h. Tard le 29, le cyclone 02B toucha terre juste au sud de Chittagong (Bangladesh). Il avait alors des vents de 250 km/h, ce qui donne une force de catégorie 4. Par la suite il faiblit rapidement à cause de la friction du sol et se dissipa le 30 avril en Asie du Sud-Est,.

## Conséquences

### Morts

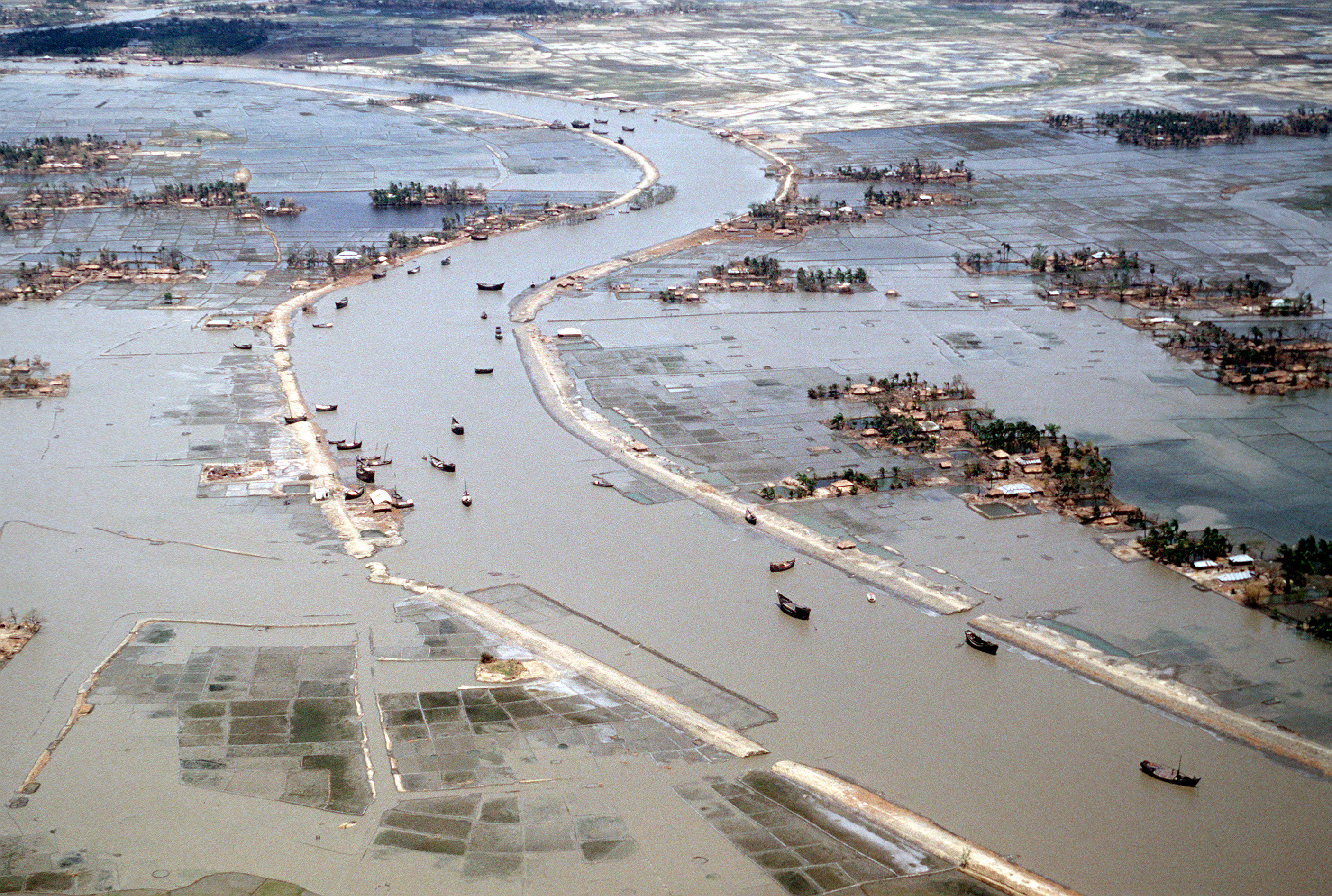
Les inondations de la rivière Borgang au Bangladesh.

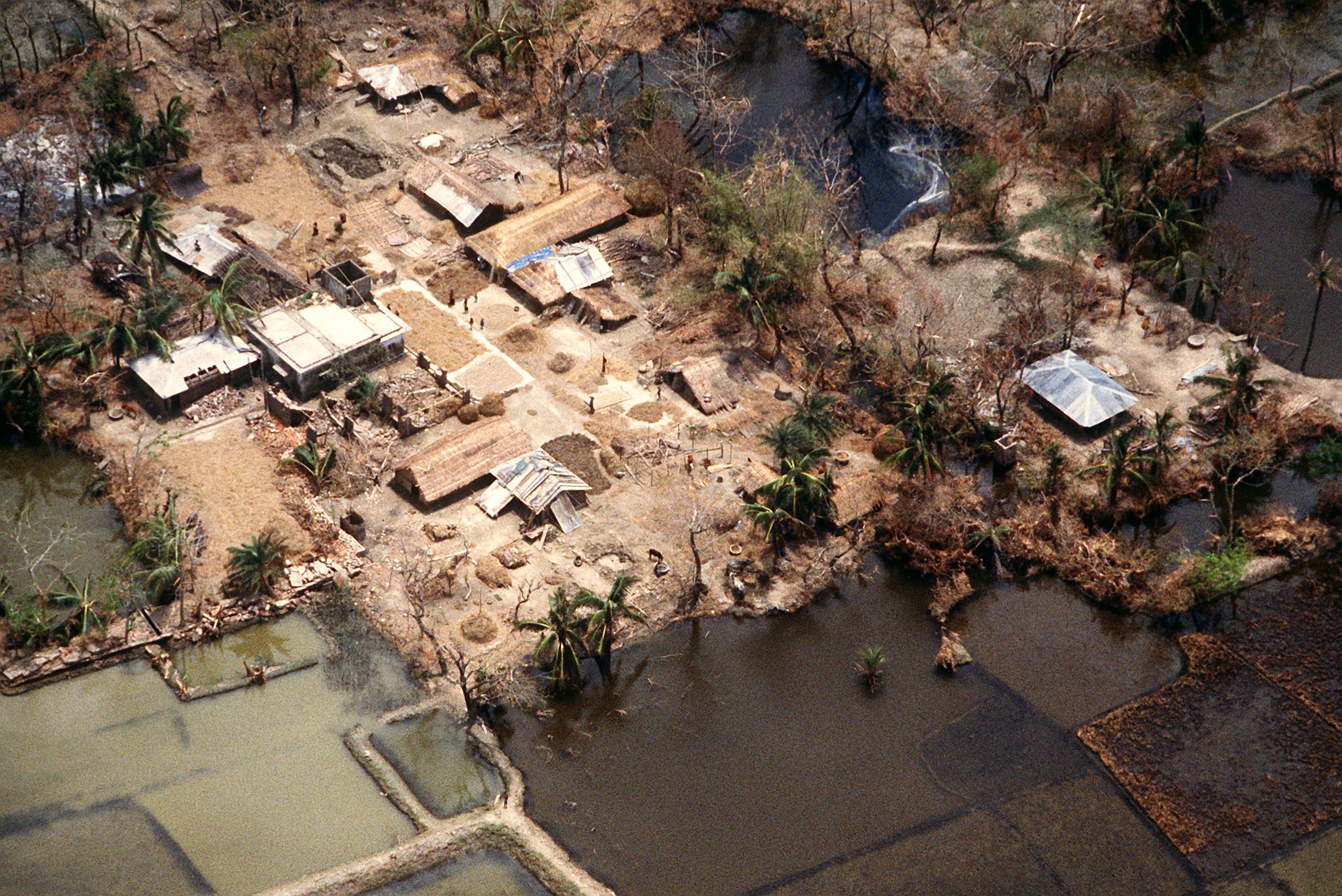
Village du Bangladesh entouré de champs inondés trois semaines après le passage du cyclone.

Au moins 138 000 personnes furent tuées par le cyclone, la plupart de noyade dans la région de Chittagong. Le plus haut taux de mortalités s'est produit chez les enfants et les personnes âgées,. Même si des abris paracycloniques avaient été construits après le cyclone de Bhola en 1970 pour permettre aux populations de se protéger, nombreux furent ceux qui n'ont pas eu le temps de s'y rendre. En effet, l'alerte cyclonique n'a été envoyée que quelques heures avant l'arrivée de Gorky. D'autres victimes ne savaient pas où aller ou ont refusé de quitter leur maison par crainte de pillage ou encore pensaient que la tempête ne serait pas aussi violente que prédit. Malgré tout, on estime à deux millions le nombre de personnes qui ont évacué les zones à risque, ce qui évita de nombreuses morts.

### Dommages
Gorky causa pour 1,5 milliard de dollars américains de 1991 en dommages. Les vents et l'onde de tempête ont dévasté la côte. Une digue pour retenir la mer à l'embouchure de la rivière Karnaphuli, à Chittagong, fut emportée par l'onde et une grue de cent tonnes fut renversée par les vents dans le port de Chittagong. Cette dernière atterrit sur le pont de la rivière Karnaphuli, le brisant en deux.
Un grand nombre de bateaux et navires furent rejetés à l'intérieur des terres. La base navale de Isha Khan fut inondée et ses navires fortement endommagés. La plupart des chasseurs des forces aériennes bangladaises du secteur furent touchés.
Environ un million d'habitations furent détruites, laissant dix millions de personnes sans abri.

### Impact environnemental
L'onde de tempête causa une forte érosion de la côte, emportant des villages entiers. Durant trois à quatre semaines après la tempête, l'érosion continua et des champs entiers disparurent, affectant les fermiers.

### Secours

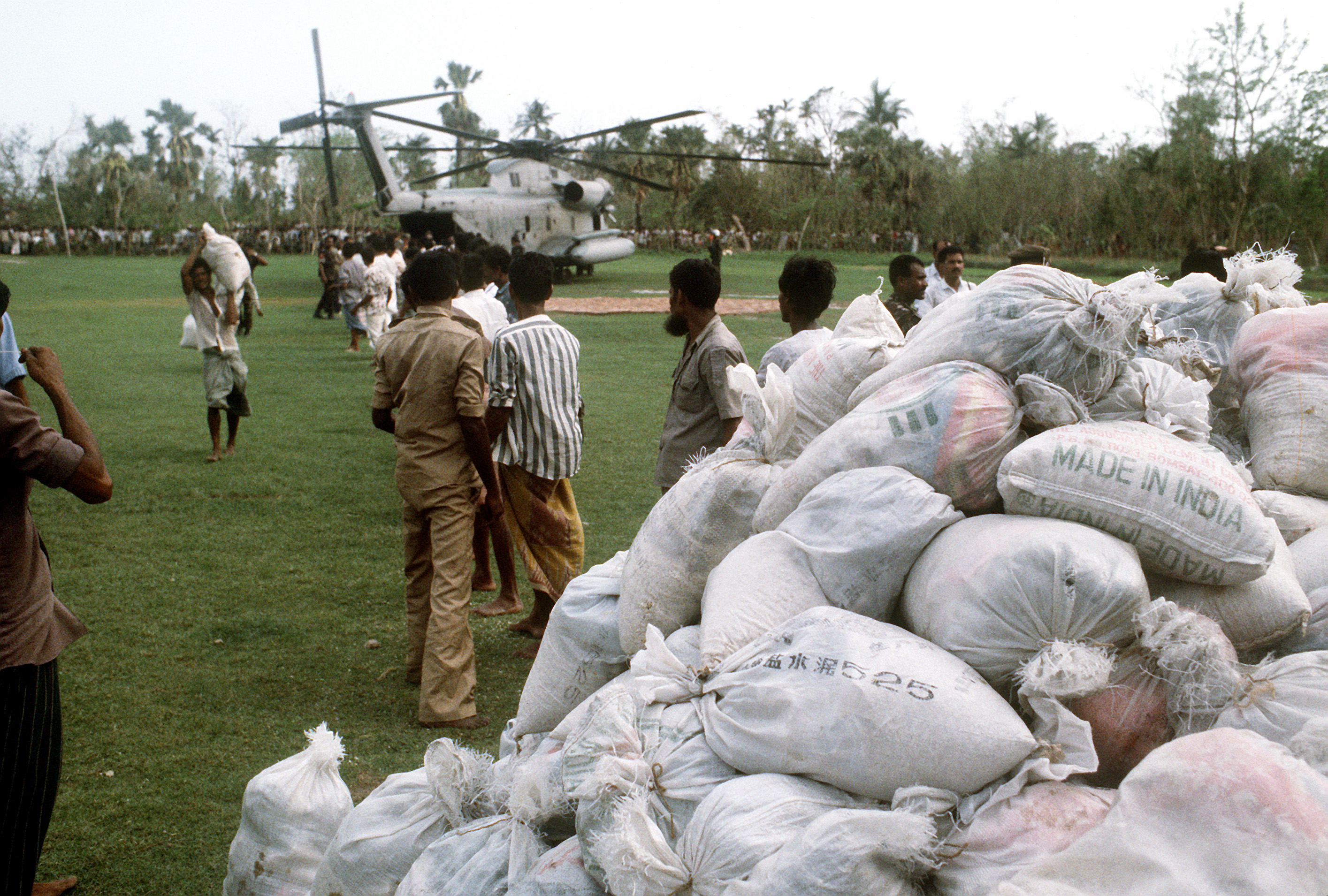
Bengalais déchargeant un appareil de secours des États-Unis.

Une flottille amphibie de quinze navires de la US Navy et 2 500 hommes revenant de la guerre du Golfe de 1991 furent détournés vers le Bangladesh pour participer aux secours. Cette mission fut nommée Operation Sea Angel et devint l'un des plus grands efforts d'aide après un désastre naturel. Elle conjugua, du 10 mai au 13 juin, les forces américaines avec un navire de ravitaillement, quatre hélicoptères du Royaume-Uni, deux hélicoptères du Japon, ainsi que l'assistance de la Chine, de l'Inde et du Pakistan.